# Barrie
Barrie är en stad (city) i provinsen Ontario i Kanada. Staden är belägen vid Simcoesjön, cirka 85 kilometer norr om Toronto. Barrie fick vissa stadsrättigheter 1871, som town, och fulla stadsrättigheter 1959, som city.
Staden, City of Barrie, hade 147 829 invånare vid folkräkningen år 2021, på en yta av 99,01 km². Tätorten (population centre) Barrie hade 154 676 invånare (2021), på en yta av 95,33 km².